# Alexander Forbes Irvine Forbes
Alexander Forbes Irvine Forbes (Kinellar, 13 aprile 1871 – Città del Capo, 15 maggio 1959) è stato un astronomo sudafricano.
Forbes nacque nell'Aberdeenshire e giunse in Sudafrica nel 1896. Ritornò in Scozia per studiare ma emigrò permanentemente in Sud Africa nel 1909. Lavorò come architetto fino al 1932.
Fu anche presidente dell'Astronomical Society del Sud Africa dal 1942 - 1943.
Forbes scoprì o coscoprì quattro comete:
- nel 1928 la "Pons-Coggia-Winnecke-Forbes", oggi conosciuta come 27P/Crommelin, in onore dell'astronomo che calcolò la sua orbita
- nel 1929 la cometa periodica 37P/Forbes
- nel 1930 la C/1930 L1 Forbes
- nel 1932 la C/1932 Y1 Dodwell-Forbes